# Бой при Ахалкалаки
Бой при Ахалкалаки — один из боёв во время русско-персидской войны 1804—1813 гг., произошедший 4 сентября 1810 года между отрядом генерала Ф. О. Паулуччи и персидским отрядом Гусейна-Кули-хана Эриванского.

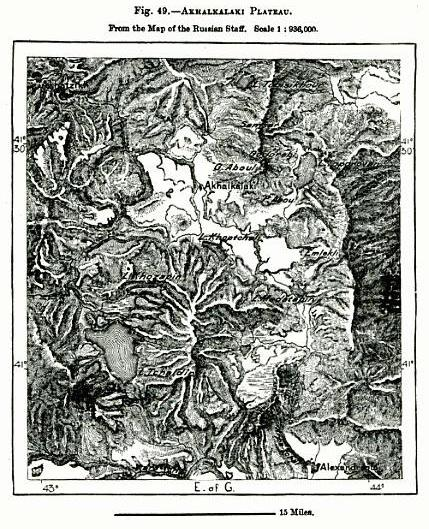
Карта региона Ахалкалаки

В августе 1810 года начальник персидского 5-тысячного отряда Гусейн-Кули-хан Эриванский, действовавший против русских на границе своего ханства, получил приказ шаха двинуться к османской крепости Ахалкалаки, для того чтобы отвлечь от границ Персии возможно большее число русских войск и вместе с тем побудить союзников-турок к более решительным действиям в направлении Грузии. В середине августа Гусейн подошел к Ахалкалаки, где предполагал соединиться с турецким 17-тысячным отрядом Шерифа-паши Ахалцыхского, но после двух недель ожидания так и не дождался подхода союзника. 
Изолированным положением Гусейн-Кули-хана решил воспользоваться главнокомандующий на Кавказе генерал от кавалерии А. П. Тормасов, направивший 1 сентября из пограничного посёлка Думанис отряд с задачей разбить противника, в составе двух егерских батальонов, двух сотен казаков и 150 человек татарской (азербайджанской) конницы, с 5 орудиями, под командованием генерал-майора маркиза Ф. О. Паулуччи. 
После трудного 30-вёрстного похода по горам 3 сентября отряд Паулуччи прибыл в расположенный в 26 верстах от Ахалкалаки посёлок Ганзу (совр. Гандзани), где узнал о прибытии 2 тысяч турок в лагерь Гусейна и свидании с ним Шериф-паши. Паулуччи, несмотря на непогоду, решил немедленно в ночь с 3 на 4 сентября напасть на персидский лагерь. 
В полной темноте под шум дождя и завывание ветра русский отряд приблизился к спящему персидскому лагерю и в 4 часа утра, с 300 метров произведя залп из орудий и ружей, пошёл в атаку. Потрясенные неожиданным нападением персы заметались по лагерю, почти не оказывая сопротивления. Гусейн и грузинский царевич Александр Ираклиевич перебрались через глубокий овраг, отделявший лагерь от ахалкалакской крепости, и ускакали. Персы, искавшие в овраге спасения, расстреливались сверху егерями. В довершение суматохи турецкий комендант крепости приказал запереть ворота и, предполагая уничтожить русских, захвативших лагерь, приказал открыть по нему огонь из орудий. 
Около 1100 трупов персов насчитали на месте боя победители, которым также достался богатый лагерь и четыре знамени. Поступок турок, открывших огонь по персидскому лагерю, а затем, после ухода русских, его окончательно разграбивших, убедил персов в ненадежности союзника.
После боя Паулуччи отвел свой отряд к Ковурму (Гурма-Керпи), где оставался до 8 сентября и откуда посылал патрули для наблюдения за ахалкалакской крепостью. 